# Space Oddity
Space Oddity (englisch für Weltraumkuriosität) ist ein Lied des britischen Musikers David Bowie, das im Juli 1969 erschien.
Bowie schrieb das Lied, nachdem er 1968 Stanley Kubricks Film 2001: Odyssee im Weltraum gesehen hatte. Space Oddity ist ein Wortspiel mit dem englischen Filmtitel A Space Odyssey, der im Lied selbst jedoch keine Erwähnung findet. Der Text erzählt die Geschichte von Major Tom, einem fiktiven Raumfahrer, der die Kommunikation mit der Erde beendet und sich alleine durch das Weltall treiben lässt.

## Hintergrund

### Entstehung
Schon der Titel des Lieds nahm Bezug auf den Film 2001: Odyssee im Weltraum. Doch auch in der musikalischen Einleitung griff Bowie mit kaum hörbarer Instrumentation den tiefen Basston von Richard Strauss’ Komposition Also sprach Zarathustra auf, die im Film so exponiert eingesetzt wurde.
Die Figur des Major Tom taucht in späteren Liedern wieder auf. Bowies Ashes to Ashes gilt als Fortsetzung von Space Oddity und sein Hallo Spaceboy wurde in einer Version durch die Pet Shop Boys um entsprechende Textpassagen ergänzt. Der deutsche Sänger Peter Schilling erzählte 1983 mit seinem Hit Major Tom (völlig losgelöst) die Geschichte neu, ohne die Melodie von Space Oddity zu verwenden.
Obwohl die damaligen Weltraumprogramme Bowie nicht zu seinem Lied Space Oddity inspirierten, sahen manche Zeitgenossen im Text parodistische Ansätze hinsichtlich des nationalen Weltraumprogramms der UK Space Agency.
Bowies erster Hit – jedoch nicht seine nächste Single – nach Space Oddity war 1972 sein Lied Starman. In den Medien wurde der Eindruck erweckt, Starman sei nicht nur die erste Veröffentlichung von Bowie seit Space Oddity, sondern auch die Fortsetzung dazu, was jedoch nicht den Tatsachen entsprach.
Ein ähnlicher thematischer Inhalt und die ebenfalls durch Gus Dudgeon erfolgte Produktion führten 1972 zu Gerüchten, dass Elton John und Bernie Taupin für ihren Hit Rocket Man von Bowie kopiert hätten. Beide verneinten dies jedoch wiederholt. Tatsächlich zog Taupin seine Inspiration aus Ray Bradburys Kurzgeschichte The Rocket Man.

### Aufnahme und Veröffentlichung
Nach der Trennung Bowies von Deram Records, die sein Debütalbum veröffentlicht hatten, vereinbarte 1969 sein Manager Kenneth Pitt mindestens ein Album mit Mercury Records und deren britischer Niederlassung Philips Records zu produzieren. Verantwortliche von Mercury hatten bereits Einspielungen von Bowie und seinem damaligen Musikpartner John Hutchinson gehört, einschließlich einer Probeaufnahme von Space Oddity aus dem Frühjahr 1969. Eine noch frühere Version des Liedes spielte Bowie am 2. Februar 1969 für seinen Werbefilm Love You Till Tuesday ein.
Im nächsten Schritt versuchte Bowie einen Musikproduzenten zu finden. George Martin, der Produzent der Beatles, lehnte das Projekt ab. Tony Visconti hingegen gefielen die Probeaufnahmen des Albums, allerdings stand er der geplanten Singleauskopplung von Space Oddity kritisch gegenüber, da er diese vor dem Hintergrund der bevorstehenden Mondlandung von Apollo 11 als billige Trittbrettfahrerei betrachtete. Visconti entschied daher, diese Produktion an Gus Dudgeon zu übertragen.
Die Aufnahme von Space Oddity erfolgte am 20. Juni 1969 in den Trident Studios sowie zusätzliche Overdubs einige Tage später. Bowie wurde dabei von den Musikern Rick Wakeman am Mellotron, Mick Wayne an der Gitarre, Herbie Flowers am Bass und Terry Cox am Schlagzeug begleitet. Bowie selbst spielte das während der ersten Strophe zu hörende Stylophone. Die Herstellerfirma verwendete das Lied in der Folge für Werbemaßnahmen.
Die Single wurde neun Tage vor der Mondlandung von Apollo 11 veröffentlicht. Die BBC spielte das Lied jedoch solange nicht im Radio, bis die Mannschaft der Weltraummission sicher auf die Erde zurückgekehrt war. Nach diesem Start mit Verzögerungen erreichte der Titel Platz 5 in der UK Singles Chart. In den USA dagegen kam das Lied nicht einmal in die Top 100, auch nicht in Deutschland, Österreich oder der Schweiz.
Bowie erzählte in einem Interview, das er dem Magazin Performing Songwriter im Jahr 2003 gab, dass sich in England lange Zeit die falsche Ansicht hielt, Space Oddity sei über die Apollo-Mondlandung geschrieben worden, weil es zur gleichen Zeit bekannt wurde. Die BBC übertrug damals die Mondlandung im Fernsehen und unterlegte die Landung selbst mit der Musik von Space Oddity. Er amüsierte sich darüber, dass wohl keiner der BBC-Verantwortlichen den Text des Liedes vorher angehört hätte, denn Major Tom ging im All verloren. Bowie sagte: „I’m sure they really weren’t listening to the lyrics at all (laughs). It wasn’t a pleasant thing to juxtapose against a moon landing. Of course, I was overjoyed that they did“ (dt.: Ich bin mir sicher, sie hörten sich den Liedtext überhaupt nicht an (lacht). Es war keine gute Idee, das Lied mit einer Mondlandung zu kombinieren. Natürlich war ich überglücklich, dass sie es taten).
In Italien veröffentlichten die Gruppen Equipe 84 und Computers erfolgreich ihre Versionen von Space Oddity. Um das Interesse mehr auf die eigene Person zu ziehen, brachte Bowie im Dezember 1969 die Single Ragazzo solo, ragazza sola auf den Markt. Zur Melodie von Space Oddity schrieb der Italiener Mogol für diesen Zweck einen Text, der allerdings nichts mit Bowies ursprünglicher Lyrik zu tun hatte.
Der Originaltitel wurde 1969 mit dem Ivor Novello Award ausgezeichnet, zusammen mit Peter Sarstedts Where Do You Go To (My Lovely)?. Der hohe Bekanntheitsgrad von Space Oddity führte dazu, dass Bowies zweites Album, es hieß ursprünglich wie sein erstes nur David Bowie, bei der Wiederveröffentlichung 1972 den gleichen Namen erhielt. 1975 erneut veröffentlicht, erreichte das Lied Platz 1 der britischen Hitparade.
Ende 1979 spielte Bowie eine instrumentell reduzierte Version von Space Oddity ein und veröffentlichte sie im Februar 1980 als B-Seite seiner Interpretation des Alabama Song. Das Werbevideo dieser Version konnte in Großbritannien erstmals in der Kenny Everett’s New Year’s Eve Show betrachtet werden. Diese Aufnahme von 1979 wurde 1992 erneut durch Rykodisc als Bonus gemeinsam mit Bowies Album Scary Monsters (and Super Creeps) herausgegeben.
Bowies Box-Set Sound + Vision aus dem Jahr 1989 beinhaltete auch die Probeaufnahme aus dem Frühjahr 1969 von Space Oddity von Bowie und Hutchinson. Eine noch frühere Aufnahme der beiden erschien 2008 in der 2-CD-Spezialedition des Albums David Bowie.
Am 20. Juli 2009 kam der Titel erneut als EP in den Handel und enthielt vier weitere, bisher unbekannte Versionen des Lieds sowie die Möglichkeit für den Käufer den Titel selbst neu zu mischen. Die Veröffentlichung traf mit dem 40. Jahrestag der Erstveröffentlichung und der Mondlandung von Apollo 11 zusammen.
Single-Veröffentlichungen
Alle Titel wurden von David Bowie geschrieben und komponiert.
1969 UK Original
1. Space Oddity – 4:33 (Mono)
2. Wild Eyed Boy from Freecloud – 3:52

1969 Deutschland/Niederlande
1. Space Oddity – 5:13 (Stereo)
2. Wild Eyed Boy from Freecloud – 4:59 (Stereo)

1969 US Original
1. Space Oddity – 3:26
2. Wild Eyed Boy from Freecloud – 3:20

1973 US Wiederveröffentlichung
1. Space Oddity – 5:05
2. The Man Who Sold the World – 3:53

1975 UK Wiederveröffentlichung
1. Space Oddity – 5:15
2. Changes – 3:33
3. Velvet Goldmine – 3:14

2009 Wiederveröffentlichung (Download-EP)
1. Space Oddity (Original UK Mono-Single-Veröffentlichung)
2. Space Oddity (US Mono-Single-Veröffentlichung)
3. Space Oddity (US Stereo-Single-Veröffentlichung)
4. Space Oddity (1979 Neuaufnahme)
5. Space Oddity (Bass und Schlagzeug)
6. Space Oddity (Geigen)
7. Space Oddity (Akustische Gitarre)
8. Space Oddity (Mellotron)
9. Space Oddity (Begleitgesang, Flöte und Celli)
10. Space Oddity (Stylophone und Gitarre)
11. Space Oddity (Gesang)
12. Space Oddity (Begleitgesang mit Countdown)

### Liveversionen
- Am 22. Mai 1972 spielte Bowie das Lied für die Johnny Walker Lunchtime Show der BBC ein, die Sendung erfolgte Anfang Juni 1972. Als Album wurde Bowie at the Beeb als CD-Set im Jahr 2000 veröffentlicht.
- Im Santa Monica Civic Auditorium wurde am 20. Oktober 1972 eine Version aufgenommen, die auf Bowies Livealbum Santa Monica '72 veröffentlicht werden sollte. Allerdings war dieses Album zunächst nur als Raubkopie erhältlich, bevor es 1994 offiziell in den Handel kam.
- Ein weiterer Liveauftritt mit Space Oddity wurde im Hammersmith Apollo am 3. Juli 1973 in London aufgenommen, jedoch mit dem Livealbum Ziggy Stardust – The Motion Picture erst 1983 veröffentlicht.
- Die Einspielung eines Auftritts mit diesem Titel im Juli 1974 war 2005 Bestandteil der Wiederveröffentlichung des Livealbums David Live.
- Am 12. September 1983 wurde ein Auftritt mit Space Oddity gefilmt und als Konzertfilm Serious Moonlight veröffentlicht.

### Musikvideo
1969 nahm Bowie zur Präsentation seiner Talente ein Musikvideo mit dem Titel Love You Till Tuesday auf. Neben anderen Lieder singt er auch Space Oddity.
Während der Aufnahmen des Bowie-Albums Aladdin Sane im Dezember 1972 schoss der Fotograf Mick Rock ein Musikvideo von Bowie, der das Lied während einer der Sessions spielte. Das Video wurde zu Werbezwecken verwendet.

## Space Oddity im Weltall
Im Jahr 2013 rückte das Lied erneut ins Rampenlicht, nachdem es der kanadische Astronaut Chris Austin Hadfield an Bord der ISS (Internationale Raumstation) präsentierte und sich selbst dabei filmte. Damit wurde Space Oddity das erste Musikvideo, das im Weltall aufgenommen wurde.
Der Text enthielt jedoch einige Änderungen. Insbesondere das Ende wurde dadurch ersetzt, dass Major Tom den Auftrag sicher zur Erde zurückzukehren zuverlässig erledigt. Dies passte zur Situation, da Hadfield kurz vor der Beendigung seiner Mission auf der Raumstation stand. Hadfield kündigte das Video auf seinem Twitter-Account an, er schrieb: “With deference to the genius of David Bowie, here’s Space Oddity, recorded on Station. A last glimpse of the World” (deutsch: Mit Verbeugung vor dem Genie von David Bowie, hier ist Space Oddity, aufgenommen auf der Station. Ein letzter kurzer Blick auf die Welt).
Auch im Videoabspann wurde Bowie ausdrücklich gedankt. Als Antwort twitterte Bowie „Hallo Spaceboy“ an Hadfield zurück. Das Video wurde auf YouTube über 50 Millionen Mal aufgerufen.
Das Video war Anlass für Glenn Fleishman am 22. Mai 2013 im The Economist die Frage zu stellen “How does copyright work in space” (dt.: Wie funktioniert Urheberrecht im All)? Er analysierte die juristischen Konsequenzen, wenn urheberrechtlich geschützte musikalische Inhalte während des Aufenthalts im Orbit aufgeführt werden.
Trotz Bowies ausdrücklichem Wunsch wurde das Video aus YouTube am 13. Mai 2014 entfernt, da der Rechteinhaber, Bowies Musikverlag, nur eine Genehmigung für die Laufzeit von zwölf Monaten erteilt hatte. Infolge von weiteren Verhandlungen war das Video ab 2. November 2014 auf YouTube mit einer zunächst auf zwei Jahre limitierten Lizenz wieder verfügbar.
Im Februar 2018 soll das Autoradio eines alten Tesla Roadster aus dem Besitz von Elon Musk das Lied auf dem Erstflug der Falcon-Heavy-Rakete auf dem Weg zur Marsumlaufbahn gespielt haben.

## Künstlerische Verwendung von Space Oddity
Die amerikanische Sängerin Lana Del Rey versah das Lied Terrence Loves You auf ihrem vierten Studioalbum Honeymoon mit einer Interpolation aus Space Oddity. Es wurde am 21. August 2015 veröffentlicht.
Im spanischen Science-Fiction-Film Eva wird der Titel ebenfalls verwendet. Der Hauptdarsteller tanzt mit seiner früheren Partnerin, die zwischenzeitlich mit seinem Bruder verheiratet ist. Die verschiedenen Teile des Liedes unterlegen unterschiedliche, jedoch zusammengehörige Szenen des Films. Während des Beginns von Space Oddity denkt er darüber nach, ob er auf der Party bleibt oder besser geht. Wegen seiner Befürchtungen zur weiteren Entwicklung der Situation, entscheidet er sich, die Party zu verlassen und Bowie singt dazu “May God’s love be with you” (dt.: Möge Gottes Liebe mit Dir sein). Doch bei “This is ground control to Major Tom!” (dt.: Bodenstation an Major Tom) ändert er seine Meinung, geht zurück, schiebt seinen Bruder zur Seite (“it’s time to leave the capsule, if you dare”; dt.: es ist Zeit, die Kapsel zu verlassen, wenn Du Dich traust) und bittet sie um einen Tanz. Während des Tanzes singt Bowie “floating in a most peculiar way, and the stars look very different today” (dt.: auf besondere Art schweben und die Sterne sehen heute ganz anders aus). Als der Trommelwirbel den Refrain einleitet, kippt sich der Bruder des Hauptdarstellers mit bitterer Miene und in einem Schluck ein Glas Likör hinunter und sieht sich in seinem Verdacht bestätigt, da sei mehr zwischen den beiden Tänzern. Mit Bowies Wunsch “pass one-hundred thousand miles” (dt.: hunderttausend Meilen hinter sich zu bringen) verlässt der Bruder die Party. Als Bowies Stimme nach dem instrumentalen Höhepunkt wieder einsetzt, bemerkt die Frau erst, dass ihr Gatte weg ist.
Auch in Videospielen ist Space Oddity zu finden. In Rock Band 3 wurde es verwendet und bei Rocksmith besteht die Möglichkeit das Lied als Bonus zu laden. Im Psychothriller-Videospiel Alan Wake ist Space Oddity während des Abspanns zu hören. Das Werbevideo für Call of Duty: Infinite Warfare ist teilweise mit einer Interpretation der Gruppe Lady Heroine unterlegt.
Die Schauspielerin Kristen Wiig sang für den Film Das erstaunliche Leben des Walter Mitty das Lied ein. In einer Szene stellt sich Mitty, gespielt von Ben Stiller, vor, wie der von Wiigs dargestellte Charakter das Lied für ihn singt. Der Titel mit den Stimmen von Bowie und Wiigs ist auch Bestandteil der offiziellen Filmmusik.
In der Eingangssequenz von Valerian – Die Stadt der tausend Planeten wird das Lied ebenfalls verwendet. Es begleitet den Aufbau und die Geschichte der Raumstation Alpha bis zum Einsetzen der eigentlichen Handlung.
Am Ende der neunten und damit vorletzten Folge der ersten Staffel von Infiltration unterlegt das Lied die Momente des Triumphs und der Erkenntnis der Protagonisten, dass die außerirdischen Eindringlinge scheinbar besiegt werden konnten. Das Lied wird auch in der zweiten Staffel wieder in Schlüsselsequenzen eingesetzt und verwendet.

## B-Seite
Bowie schrieb auch das auf der B-Seite veröffentlichte Lied Wild Eyed Boy from Freecloud. Es wurde im Juni 1969 aufgenommen und gemeinsam mit Space Oddity auf dem Album veröffentlicht. Für das Album wurde im Juli und August 1969 eine eigene Version eingespielt, die ein Orchesterarrangement von Tony Visconti beinhaltete. Angeblich ist dieses Lied auch das Debüt auf einer Bowieaufnahme von Mick Ronson, der, ohne genannt zu werden, Gitarre spielte und mit den Händen klatschte.
Bowie selbst sagt über das Lied: “It was about the disassociated, the ones who feel as though they’re left outside, which was how I felt about me. I always felt I was on the edge of events, the fringe of things, and left out. A lot of my characters in those early years seem to revolve around that feeling. It must have come from my own interior puzzlement at where I was” (dt.: Es ging um die Außenseiter, die von sich glaubten, außen vor zu bleiben, so fühlte ich mich damals. Ich fühlte mich immer an der Kante und am Rande der Ereignisse, draußen gelassen. Eine Menge meiner Charaktere der frühen Jahre scheinen um dieses Gefühl zu kreisen. Es musste aus meiner inneren Verwirrung, wer ich war, kommen).
Das auf der B-Seite verwendete Original von Wild Eyed Boy from Freecloud erschien erstmals im Box-Set Sound + Vision 1989 auf CD.

## Mitwirkende
Besetzung
- David Bowie – Gesang, Akustikgitarre, Stylophone
- Mick Wayne – E-Gitarre
- Herbie Flowers – E-Bass
- Terry Cox – Schlagzeug
- Paul Buckmaster – Geigenarrangement
- Tony Visconti – Flöten, Holzblasinstrumente
- Rick Wakeman – Mellotron

Produktion
- Gus Dudgeon – Produzent

## Kommerzieller Erfolg

### Chartplatzierungen
| ChartsChartplatzierungen       | Höchstplatzierung | Wochen |
| ------------------------------ | ----------------- | ------ |
| Deutschland (GfK)              | 40 (2 Wo.)        | 2      |
| Österreich (Ö3)                | 27 (2 Wo.)        | 2      |
| Schweiz (IFPI)                 | 15 (2 Wo.)        | 2      |
| Vereinigte Staaten (Billboard) | 15 (15 Wo.)       | 15     |
| Vereinigtes Königreich (OCC)   | 1 (10 Wo.)        | 10     |

| ChartsJahrescharts (1973)      | Platzierung |
| ------------------------------ | ----------- |
| Vereinigte Staaten (Billboard) | 97          |

### Auszeichnungen für Musikverkäufe
| Land/Region                  | Auszeichnungen für Musikverkäufe (Land/Region, Auszeichnung, Verkäufe) | Verkäufe |
| ---------------------------- | ---------------------------------------------------------------------- | -------- |
| Dänemark (IFPI)              | Gold                                                                   | 45.000   |
| Italien (FIMI)               | Platin                                                                 | 70.000   |
| Neuseeland (RMNZ)            | Platin                                                                 | 30.000   |
| Spanien (Promusicae)         | Gold                                                                   | 30.000   |
| Vereinigtes Königreich (BPI) | Platin                                                                 | 600.000  |
| Insgesamt                    | 2× Gold · 3× Platin ·                                                  | 775.000  |

Hauptartikel: David Bowie/Auszeichnungen für Musikverkäufe